# Sybra alternata
Sybra alternata là một loài bọ cánh cứng trong họ Cerambycidae.